# Pierre Andurand
Pierre Andurand (nascido em fevereiro de 1977) é um empresário francês e gestor de fundos de cobertura. Os seus fundos têm aproximadamente 2 mil milhões de dólares em ativos sob gestão e produziram retornos acumulados entre 900 e 1.300% para os investidores desde 2008. É também o acionista maioritário da liga internacional de kickboxing Glory.

## Juventude e educação
Andurand nasceu na cidade francesa de Aix-en-Provence. Aos oito anos mudou-se com a família para a ilha francesa da Reunião, na costa africana. Passou lá seis anos antes de regressar a Aix en Provence. Aos dezassete anos mudou-se para a cidade de Toulouse para frequentar o Institut National des Sciences Appliquées (Instituto Nacional de Ciências Aplicadas), onde obteve o grau de mestre. em Matemática Aplicada antes de passar para a Escola de Altos Estudos Comerciais de Paris (HEC School of Management em Paris), onde obteve o grau de Mestre em Finanças Internacionais.
Possui ainda um mestrado em Ciência da Computação pela Universidade Columbia, um mestrado em Física Matemática e Teórica pela Universidade de Oxford e um mestrado em Astrofísica pela Queen Mary University of London.
Nadador entusiasta na sua juventude, Andurand foi membro da Seleção Francesa de Natação Júnior em 1993 e 1994.

## Carreira
Após a licenciatura, Andurand foi recrutado pela Goldman Sachs para trabalhar como comerciante de petróleo na sua unidade de comércio de mercadorias em Singapura. Depois do Goldman Sachs, ingressou no Bank of America Singapore como diretor no comércio de petróleo. Ingressou depois na Vitol em Singapura como gerente comercial. Andurand mudou-se então para Londres em 2004 e tornou-se sócio. Corriam rumores de que era um dos traders mais bem-sucedidos da empresa, o que lhe valeu um pagamento de bónus de 20 milhões de dólares no final de um ano de negociação particularmente bem-sucedido.

### Bluegold Capital
Em outubro de 2007, Andurand cofundou o grupo de investimento em fundos de cobertura BlueGold. Foi o acionista maioritário e diretor de investimentos da BlueGold. O BlueGold Global Fund foi então lançado em Fevereiro de 2008 com 300 milhões de dólares em activos sob gestão. Em junho desse ano, os seus regressos foram descritos pelo New York Post como sendo de proporções "arregaladas" e "monstruosas". O seu pico em ativos sob gestão atingiu os 2,4 mil milhões de dólares. O desempenho foi de 210% em 2008, 55% em 2009, 13% em 2010 e -34% em 2011. A BlueGold foi encerrada em abril de 2012, devolvendo perto de 99% dos seus ativos sob gestão no prazo de um mês, depois de os fundadores decidirem sigam caminhos separados.

### Andurand Capital
Em Fevereiro de 2013, Pierre Andurand lançou um novo fundo de cobertura: o Andurand Capital, que se propunha investir principalmente em energia e matérias-primas, incluindo petróleo e metais. Em 2013, o Andurand Commodities Fund terminou o ano como um dos fundos de cobertura de commodities com melhor desempenho, com um retorno de 25%. Em 2014, o fundo gerou um retorno líquido de todas as taxas de 38% ao prever uma queda acentuada dos preços do crude.
Em 2016, Andurand tornou-se otimista em relação ao petróleo, no meio de um mercado em baixa que viu o petróleo atingir um mínimo de 12 anos, de 30 dólares por barril. Regressou 22% naquele ano. A empresa tinha 2 mil milhões de dólares em ativos sob gestão em junho de 2022, em vários fundos separados. O maior fundo, o Andurand Commodities Discretionary Enhanced Fund, teve um retorno de 162% em junho de 2022, tendo um retorno de 87% em 2021; o Andurand Commodities Fund, de 750 milhões de dólares, subiu 41% no mesmo período.

### Pandemia de Covid-19 em 2020 e queda mundial do preço do petróleo
Em entrevista ao Financial Times, Andurand disse que a Covid-19 se tornou a sua área de foco singular desde o início de 2020, quando passou duas semanas a estudar a propagação precoce da doença. Andurand afirmou que, desde Fevereiro, se tornou claro para si que o vírus se iria espalhar pelo resto do mundo, que era contagioso e que o número potencial de mortes tornava os bloqueios inevitáveis. Posicionou os seus fundos para apostar contra o preço do petróleo, na crença de que a energia seria um dos sectores mais atingidos. Em meados de 2021, Andurand voltou a ser optimista em relação ao petróleo, no meio de uma recuperação da procura e de uma redução do crescimento da oferta. O seu Andurand Commodities Discritionary Enhanced Fund terminou com ganhos anuais de 87% em 2021, após ganhos de 154% em 2020. O mesmo fundo subiu 112% no acumulado do ano até abril de 2022. O seu antigo Andurand Commodities Fund fechou 2021 com um aumento de 36 %.

### Andurand Climate o Energy Fund
Em julho de 2021, a Andurand lançou um fundo ambiental, dando continuidade ao foco da empresa na transição para a energia verde. O Fundo de Transição Climática e Energética de Andurand rendeu 28% até janeiro de 2022.

### Glory Kickboxing
Fã de artes marciais, Andurand recorreu ao kickboxing como forma de manter a forma física enquanto trabalhava como comerciante de petróleo. Formou a Glory World Series depois de a série rival K-1 ter enfrentado dificuldades financeiras e recusou a oferta de compra de Andurand.
Em setembro de 2016, a Glory Sports International anunciou uma ronda de financiamento da Série B com a Yao Capital, a empresa de investimento fundada pela estrela do basquetebol chinês Yao Ming, a adquirir uma participação estratégica significativa na empresa; A Liberty Global também participou no sindicato. Os acionistas existentes da Glory, incluindo a TwinFocus Capital Partners, de Boston, também participaram na ronda de financiamento.

### Vida pessoal
Em agosto de 2011, Andurand casou com Evgenia Slusarenko, antes de concordarem com o divórcio em 2016. Em julho de 2019, casou com Elena Sereda.